# Chalcoscirtus nigritus
Chalcoscirtus nigritus es una especie de araña araneomorfa del género Chalcoscirtus, familia Salticidae. Fue descrita científicamente por Thorell en 1875.
Se distribuye por Europa, Turquía, Cáucaso, Rusia (Europa a Siberia Central), Kazajistán, Irán, Kirguistán y China. El cuerpo del macho mide aproximadamente 3,2 milímetros de longitud y el de la hembra 2,9-4,3 milímetros.